# Selle (Somme)
La Selle o Celle è un fiume della regione Hauts-de-France, nei dipartimenti dell'Oise e della Somme, affluente, alla riva sinistra, del fiume Somme.

## Geografia
La Selle ha un corso di 39 chilometri, interamente nell'antica regione della Piccardia, nasce a Catheux, all'altitudine s.l.m. di 110 metri, a nord di Crèvecœur-le-Grand nel dipartimento dell'Oise. 
Scorrendo in direzione nord - nord-est, essa entra nel dipartimento della Somme, attraversa l'Amiénois, bagna Conty, ove riceve les Évoissons, poi Saleux, Salouël e Pont-de-Metz e raggiunge la riva sinistra della Somme ad Amiens all'altitudine di 21 metri.
Entra in Amiens con due rami (La Haute Selle) passando dietro lo stadio della Licorne, il parco delle esposizioni Mégacité e l'ippodromo, passa all'estremità della passeggiata della Hotoie e dello zoo di Amiens, e a destra della stazione di depurazione, di fronte all'isola Sainte-Aragone, di fronte al cimitero della Madeleine ad Amiens.
La larghezza media dell'acqua va da 6 a 10 metri.
Al di là di Conty, essa comprende numerosi stagni, molto apprezzati dai pescatori, così come dagli incisori.
Nell'Oise, il suo nome si scrive Celle, ma Selle nella Somme.

### Comuni e cantoni attraversati
La Selle attraversa diciotto comuni (o ex comuni) in due dipartimenti:
- tre nell'Oise: Catheux (sorgente), Fontaine-Bonneleau poi Croissy-sur-Celle
- quindici nella Somme: inizialmente Monsures poi Conty, Tilloy-lès-Conty, Lœuilly, Neuville-lès-Lœuilly, Nampty, Fossemanant, Prouzel, Plachy-Buyon, Bacouel-sur-Selle, Vers-sur-Selles, Saleux, Salouël, Pont-de-Metz e infine Amiens (sfocio).

In termini di cantoni, la Selle nasce nel cantone di Crèvecœur-le-Grand nell'Oise, poi attraversa, nella Somme, i cantoni di Conty e Boves per poi confluire nel Cantone di Amiens-7 (Sud-Ovest), il tutto nei due arrondissement di Beauvais e di Amiens.

### Toponimi
La Selle ha dato il suo idronimo ai comuni di Croissy-sur-Celle, Bacouel-sur-Selle, Vers-sur-Selles, così come al nuovo comune di Ô-de-Selle.

### Bacino idrografico
La Selle attraversa una sola zona idrografica: La Selle e il Canale della Somme dalla chiusa numero 18 Montières alla chiusa numero 19 Ailly (E642).
Il bacino idrografico della Selle è di 711 km² di superficie con affluenti.

## Affluenti
(rd = riva destra; rs = riva sinistra)

La Selle ha due affluenti alla riva sinistra:
- Gli Évoissons, 25,5 km su dodici comuni con tre affluenti e di numero di Strahler tre.
- il canale di Lamoricière (rg), 3,1 km[5], che attraversa quattro comuni nella Somme, nel cantone di Conty: Neuville-lès-Lœuilly (sorgente), Nampty, Fossemanant, Prouzel (sfocio).

Nella zona degli stagni, al di là di Conty, la carta IGN (Géoportail e Google Maps), segnala due altri torrenti: 
- sulla riva sinistra:
  - il fiume Anglaise, che più oltre si chiama torrente Le Platier, e confluente a Lœuilly.
- sulla riva destra:
  - il torrente le Poncelet, confluente anch'esso Lœuilly.

Questa zona ha dato luogo a una passeggiata topografica "La Coulée Verte" di Lœuilly a Conty.

### Numero di Strahler
Il numero di Strahler della Selle è dunque quattro a causa degli Évoissons.

## Idrologia
Il suo regime fluviale è detto pluviale oceanico.

### La Selle a Plachy-Buyon
La Selle è stata osservata presso la stazione E6426010 di Plachy-Buyon dal 1981 al 2014, per un bacino idrologico di 524 km² a 39 metri di altitudine.
Il modulo o media annuale della sua portata è a Plachy-Buyon di 4.0 m3/s.

### Periodo di magra
Nel periodo di magra la portata minima del corso d'acqua, registrato durante tre giorni consecutivi su un mese, in caso di magra quinquennale, si è posto su 2,7 m³/s.

## Gestione ed ecologia
Il suo corso ha alimentato nomerosi mulini, poi industrie quali la cartiera di Prouzel, che ha provocato un inquinamento memorabile verso il 1860.

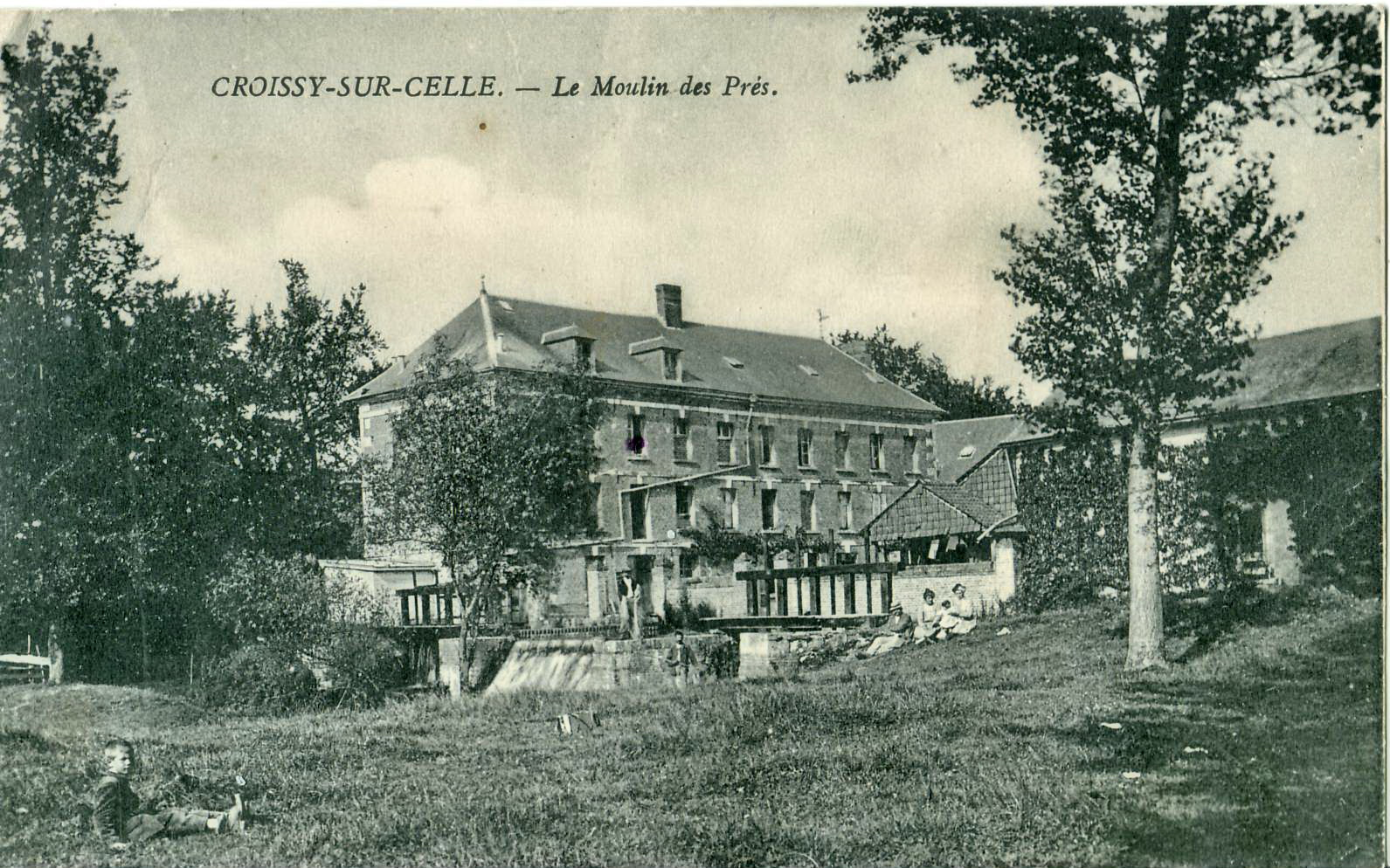
Il mulino dei Prés, tra Fontaine-Bonneleau e Croissy-sur-Celle
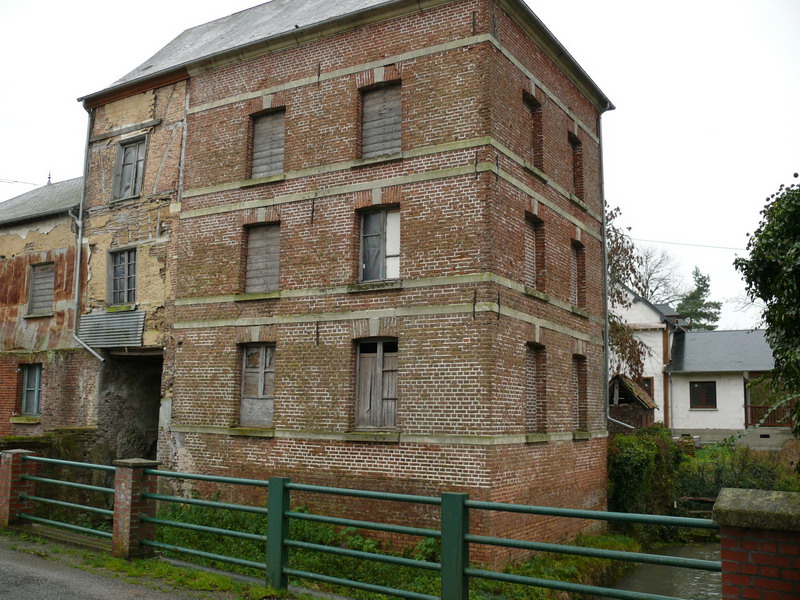
Il Mulino delle Moines a Croissy-sur-Celle
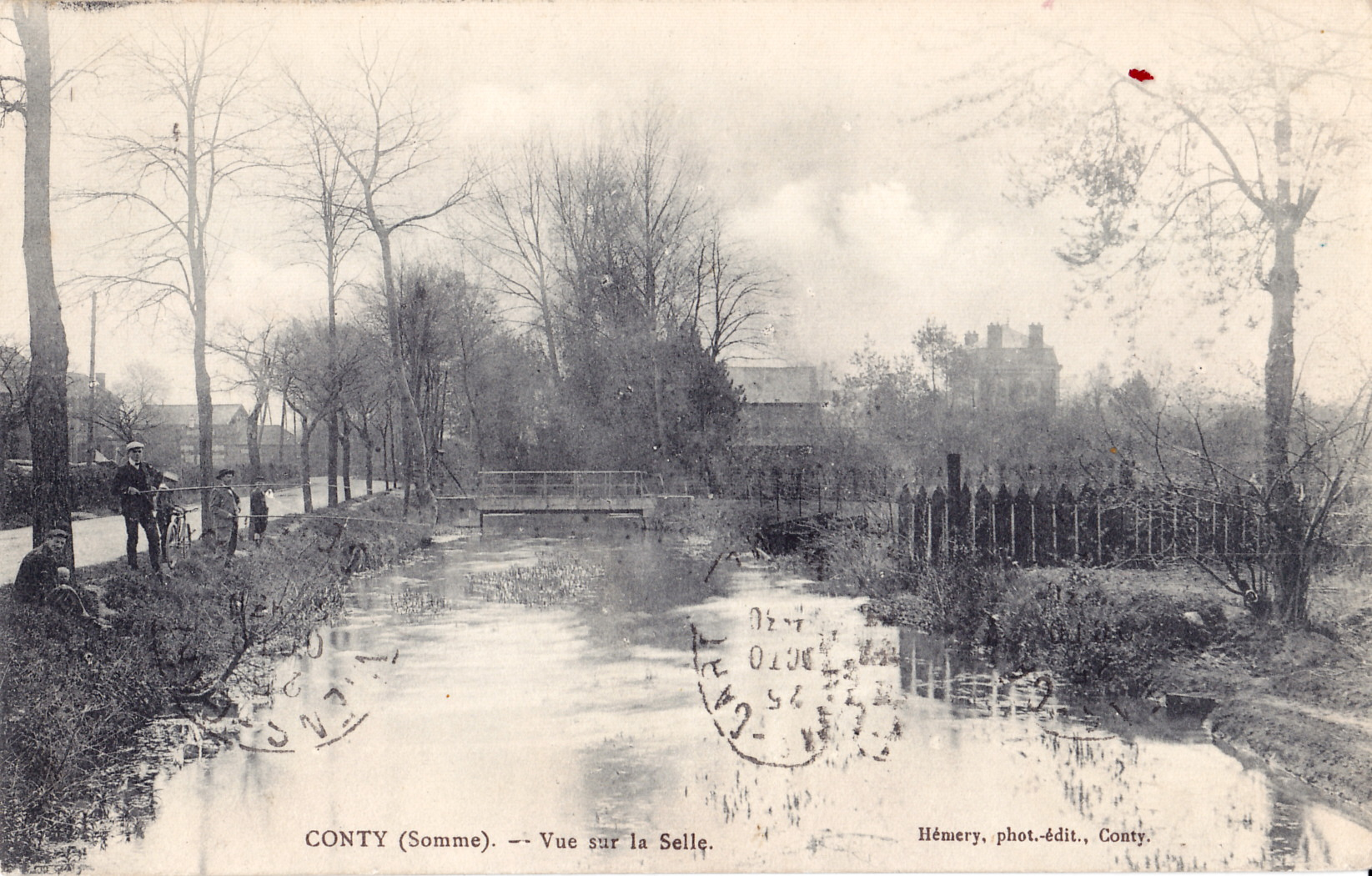
La Selle a Conty
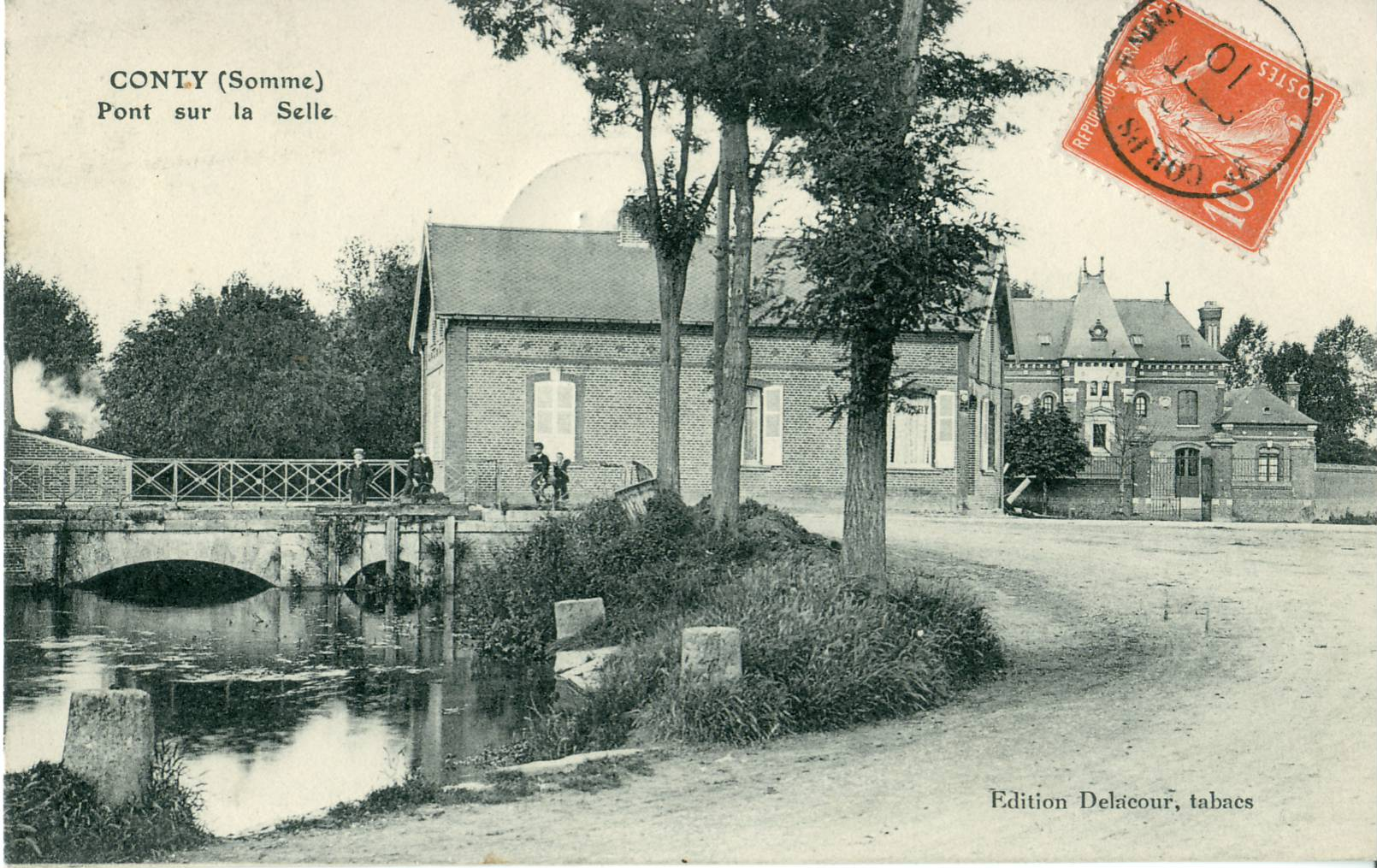
Ponte-sbarramento a Conty
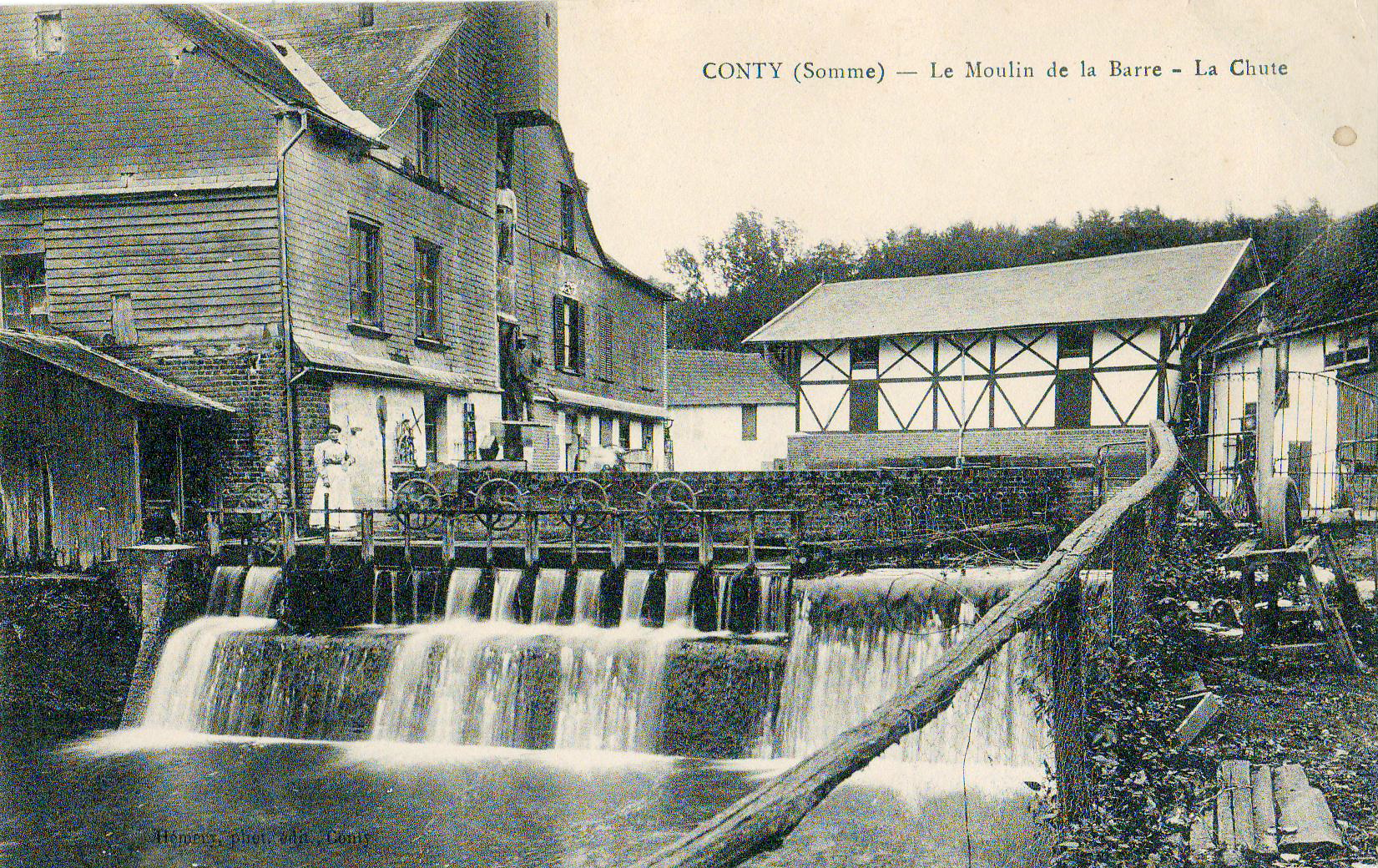
Mulino di la Barre a Conty

### Classificazione ittica
La Selle è un fiume per trote, classificato come "corso d'acqua di prima categoria".